# Kívánságok háza
A Kívánságok háza Rudyard Kipling a Metropolis Media Galaktika Fantasztikus Könyvek sorozatában 2010-ben megjelent kötete, mely hét novellát és két kisregényt tartalmaz.
A történetek egy része könnyedebb hangvételű, míg mások orwelli vagy wellsi látomások csírái, de mindegyik igen hangulatos. A kötet segítségével képet kapunk az 1800-as évek végétől a 20. század első negyedéig tartó korszak fantasztikus irodalmának témáiról, stílusáról. A remek olvasmányok segítenek megismerni, megérteni a mai modern fantasztikus irodalom gyökereit.

## A kötetben szereplő írások
| Cím (magyarul)             | Cím (angolul)               | Az eredeti megjelenés ideje |
| -------------------------- | --------------------------- | --------------------------- |
| A szellemsürgöny           | Wireless                    | 1902. augusztus             |
| Csakis az igazat           | A Matter of Fact            | 1892. január 24.            |
| A Kívánságok Háza          | The Wish House              | 1924. október 15.           |
| A kaptár melege            | The Mother Hive             | 1908. november 28.          |
| Allah szeme                | The Eye of Allah            | 1926. szeptember            |
| A műkedvelők               | Unprofessional              | 1930. október               |
| Az összekovácsolódott hajó | The Ship That Found Herself | 1895. december              |
| Az éjszakai postával       | With the Night Mail         | 1905. november              |
| Egyszerű, mint az ABC      | As Easy As A.B.C.           | 1912. március-április       |

## A történetek
|  | Alább a cselekmény részletei következnek! |

- A kötet nyitó novellájában kezdetben egy rádiókapcsolat létrehozása játssza a központi szerepet, de a kísérlet fokozatosan a háttérbe szorul. Nagyobb hangsúlyt kap a misztikum, a szereplők párbeszéde és véleménye, ahogyan a szituációról vélekednek.
- A második történetben tengeri szörnyetegekkel hozza össze a véletlen egy hajó utasait. Az egyik félelmetes lény pusztulása után három újságíró, akik szemtanúi voltak a megdöbbentő eseménynek, azon vitatkoznak, mekkora körítéssel tálalják majd az esetet az olvasóknak. Végül eljutnak oda, hogy már maguk sem hiszik, hogy valóban szörnyeket láttak, és beletörődnek abba, hogy az a legbölcsebb döntés, ha inkább hallgatnak az esetről.
- A kötet címadó novellájában két öregasszony beszélget a múltról, a férfiakhoz fűződő kapcsolataikról. A misztikus történetben választ kap az olvasó egy kérdésre: a „Szerelmes asszonyhoz képest, ugyan mekkora az isten? Nevetni való homokszem csupán!”
- A kaptár melege című elbeszélésben egy méhkaptár megfertőződését és széthullását élhetjük át a méhek szemszögéből. A történet egyben társadalomkritika is, hiszen a kaptárba beköltöző viaszmoly – aki álságos módon felforgatja a méhek precíz és szabályszerű életét – a demagógia megtestesítője. Rejtetten a szabályok megszegésére, a hagyományok megtörésére, lázadásra bujtat. A történet végére egyértelművé válik a majdnem teljes pusztulás. Világossá válik, hogy a demagóg eszméktől megszédült egyének (itt a kaptár méhei) mennyire képtelenek meglátni a valóságot, és botor módon elutasítják azokat, akik tisztán látnak.
- Allah szeme Spanyolországból kerül Burgosi János révén egy északi kolostorba, ahol miniatúrákkal díszített egyházi iratokat, kódexeket készítenek a szerzetesek. A titokzatos eszköz segítségével a mester a - szerinte - nagyon egyhangú ördögábrázolásokon próbál változtatni. Az apát véleménye azonban az, hogy az adott kor még nem érett meg rá, hogy a világ ezen titkaiba is bepillanthassanak az emberek.
- A műkedvelők egy váratlan örökség révén próbálnak meg bizonyosságot szerezni arról, hogy a bolygók és a csillagok mozgása, illetve a földön túlmutató természeti energiák milyen hatással vannak az ember szervezetére.
- Az Összekovácsolódott hajóban egy első útjára bocsátott és viharba keveredett teherszállító alkotórészei vitáznak egymással. A szerző az elbeszélésben részletesen, hitelesen és szórakoztatóan mutatja be, milyen mechanikai és fizikai kölcsönhatások lépnek fel egy tehergőzös szerkezeti elemei között egy viharos tengeri út során.
- Az éjszakai postával az Úr 2000. esztendejében utazik együtt egy újságíró. Megismerkedik egy modern léghajóval, és részese lesz az Atlanti-óceán feletti kalandoknak.
- Az Egyszerű, mint az ABC kisregény a 2065. augusztus 26-án történt konfliktust és következményeit meséli el. Pedig az utópisztikus jövőben az emberek hosszú életűek, kiegyensúlyozottak és boldogok. Mégis az Észak-Illions-i Körzetben lázadás történt, melynek elfojtására az ABC[1] mozgósítja a léghajóhadát.

|  | Itt a vége a cselekmény részletezésének! |

## Magyarul
- Kívánságok háza; ford. Kollárik Péter; Metropolis Media, Bp., 2010 (Galaktika fantasztikus könyvek)